# Hōnanchō (métro de Tokyo)
Hōnanchō (方南町駅, Hōnanchō-eki) est une station du métro de Tokyo sur la ligne Marunouchi dans l'arrondissement de Suginami à Tokyo. Elle est exploitée par le Tokyo Metro.

## Situation sur le réseau
La station Hōnanchō marque le terminus de la branche secondaire de la ligne Marunouchi.

## Histoire
La station a été inaugurée le 23 mars 1962 sur la ligne Marunouchi.
Des travaux ont lieu du 26 mai 2018 au 25 janvier 2019 pour rallonger les quais, afin de permettre la circulation de rames de 6 voitures. La circulation effective de rames de 6 voitures débute le 5 juillet 2019.

## Services aux voyageurs

### Accès et accueil

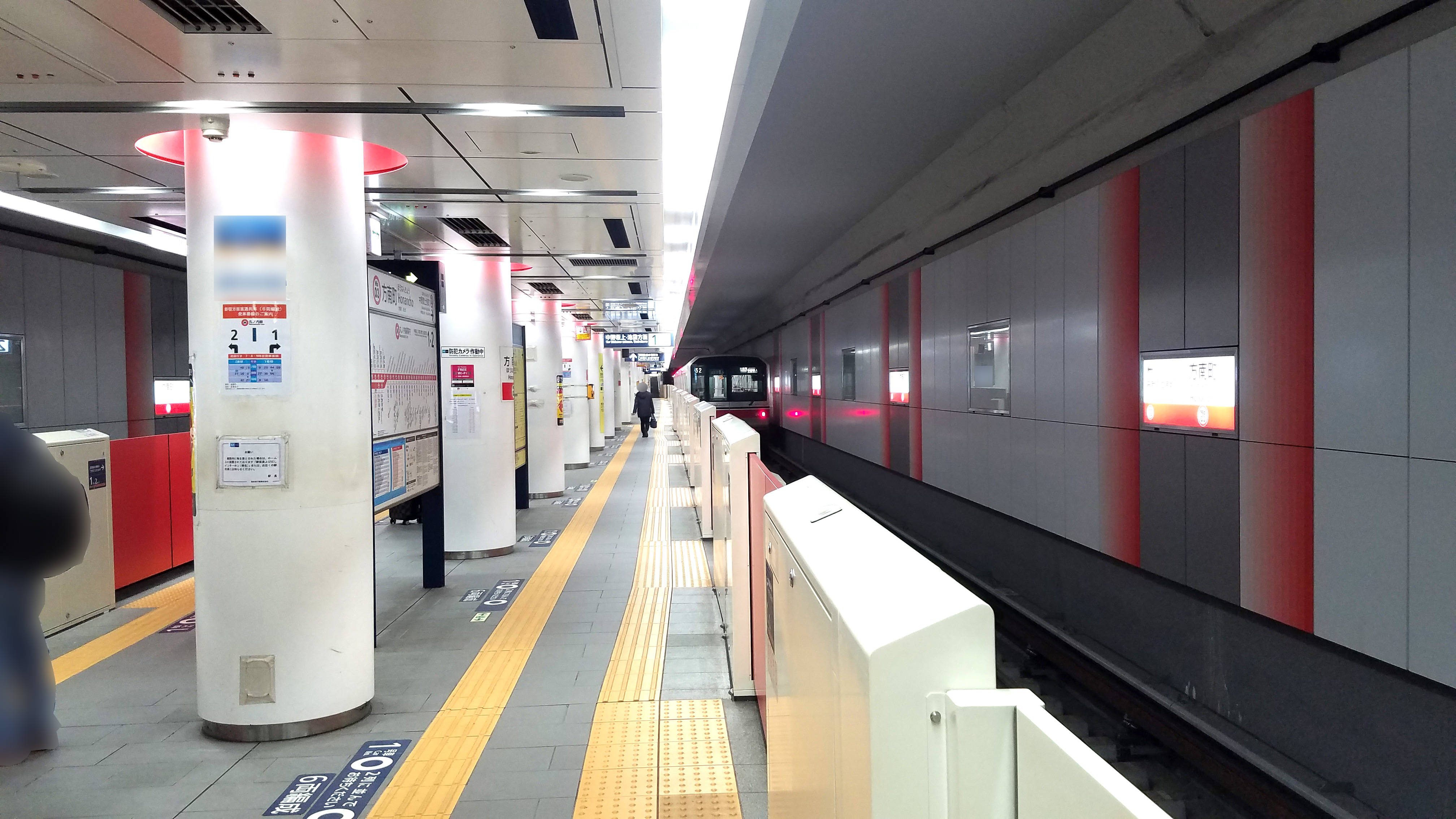
Quai de la ligne Marunouchi

La station est ouverte tous les jours.
En moyenne en 2017, 37 224 voyageurs ont fréquenté quotidiennement la station.

### Desserte
Ligne Marunouchi :
- voies 1 et 2 : direction Nakano-Sakaue et Ikebukuro